# التزایانکا (شهر)
التزایانکا (شهر) (به اسپانیایی: Altzayanca (municipality)) یک منطقهٔ مسکونی در مکزیک است که در تلاسکالا واقع شده‌است.